# Arturs Neikšāns
Arturs Neikšāns (* 16. März 1983 in Valka) ist ein lettischer Schachgroßmeister.

## Leben und Laufbahn als Schachspieler

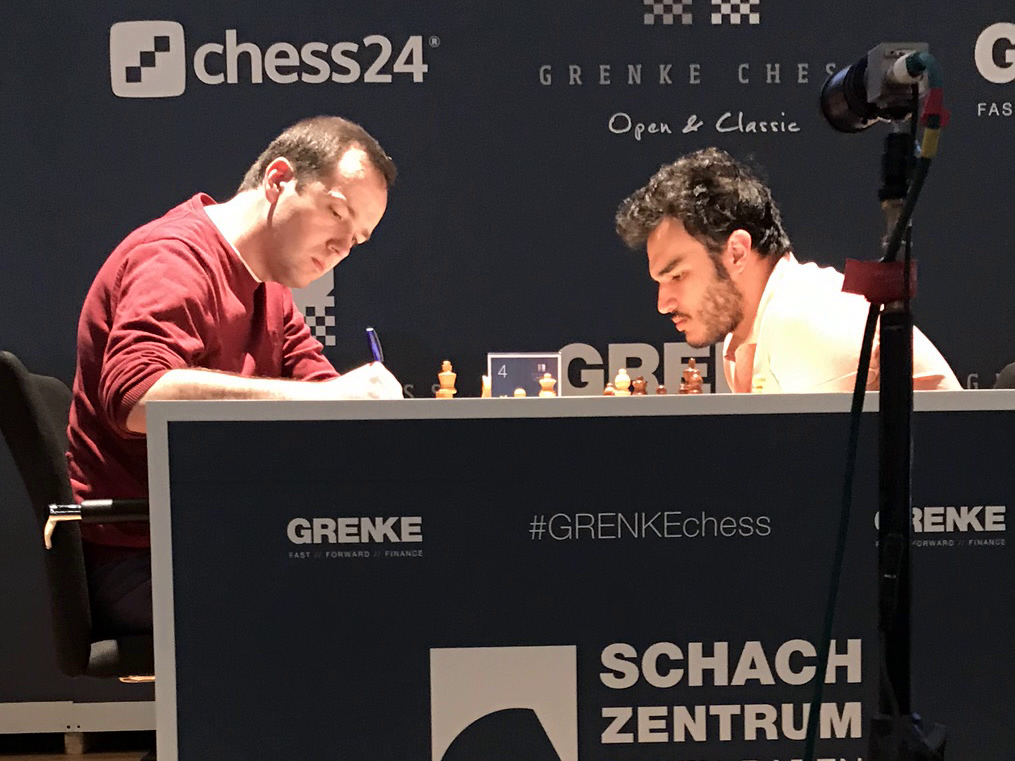
Neikšāns – Tabatabaei, Karlsruhe 2019

Arturs Neikšāns begann im Alter von 9 Jahren Schach zu spielen. 2001 wurde er Internationaler Meister, seit 2012 ist er Großmeister. Er gewann das Aivars-Gipslis-Memorial 2002. Mit Lettland nahm er an den Schacholympiaden 2000, 2006, 2012 und 2014 und den Europäischen Mannschaftsmeisterschaften 1999, 2011 und 2015 teil.
Vereinsschach spielte Neikšāns unter anderem in Lettland für die Mannschaft von TSI Riga, mit der er am European Club Cup 2001 teilnahm. In der deutschen Bundesliga für die SG Speyer-Schwegenheim, in der schwedischen Elitserien für den SK Rockaden Stockholm, in der norwegischen Eliteserien für den Stavanger Sjakklub sowie in der französischen Top 12 für Les Tours de Haute Picardie. 2012 absolvierte er ein Seminar in Prag und wurde dadurch zum ersten von der FIDE zertifizierten lettischen Trainer.